# Gopherus berlandieri
Gopherus berlandieri là một loài rùa trong họ Testudinidae. Loài này được Agassiz mô tả khoa học đầu tiên năm 1857.

## Hình ảnh

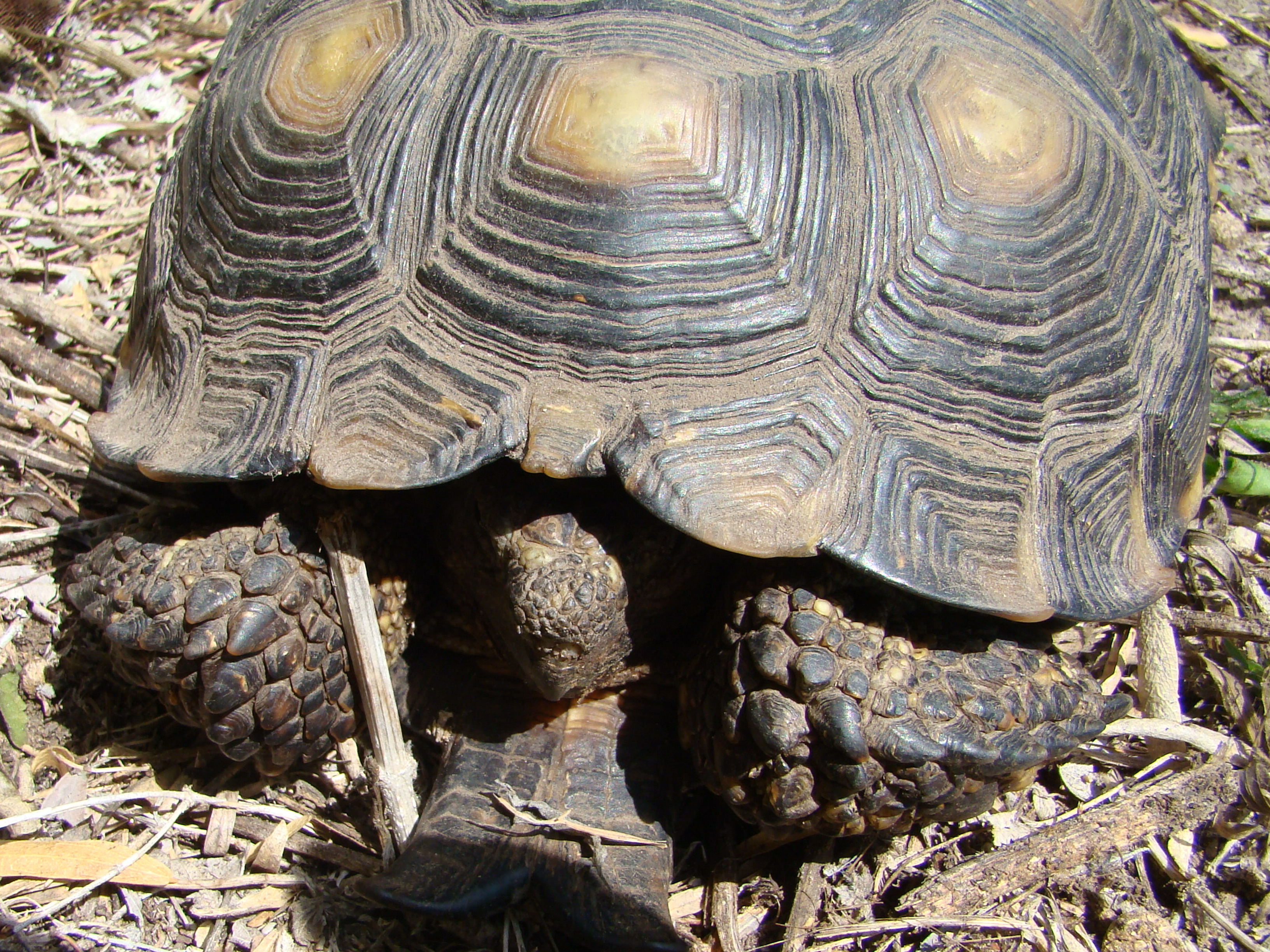
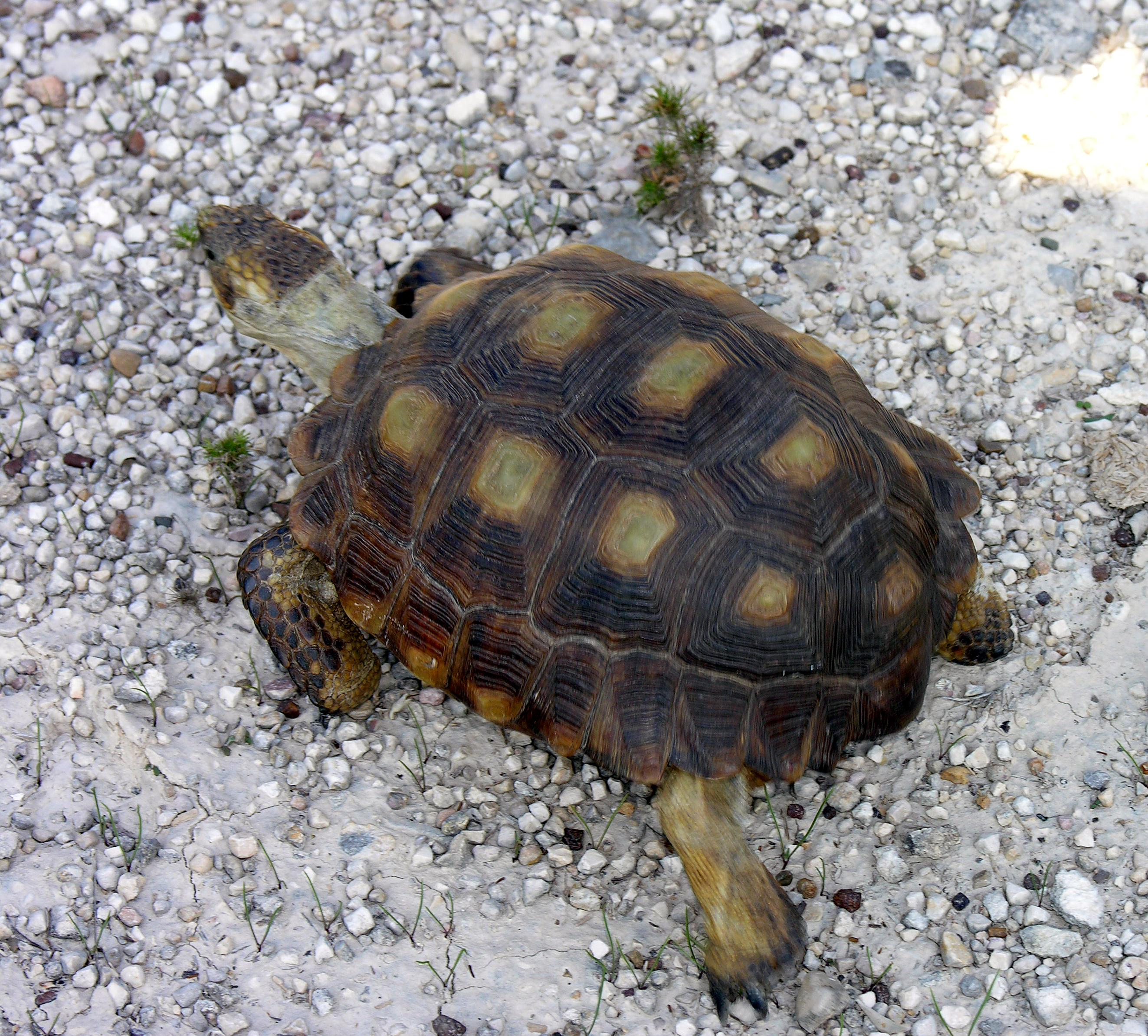
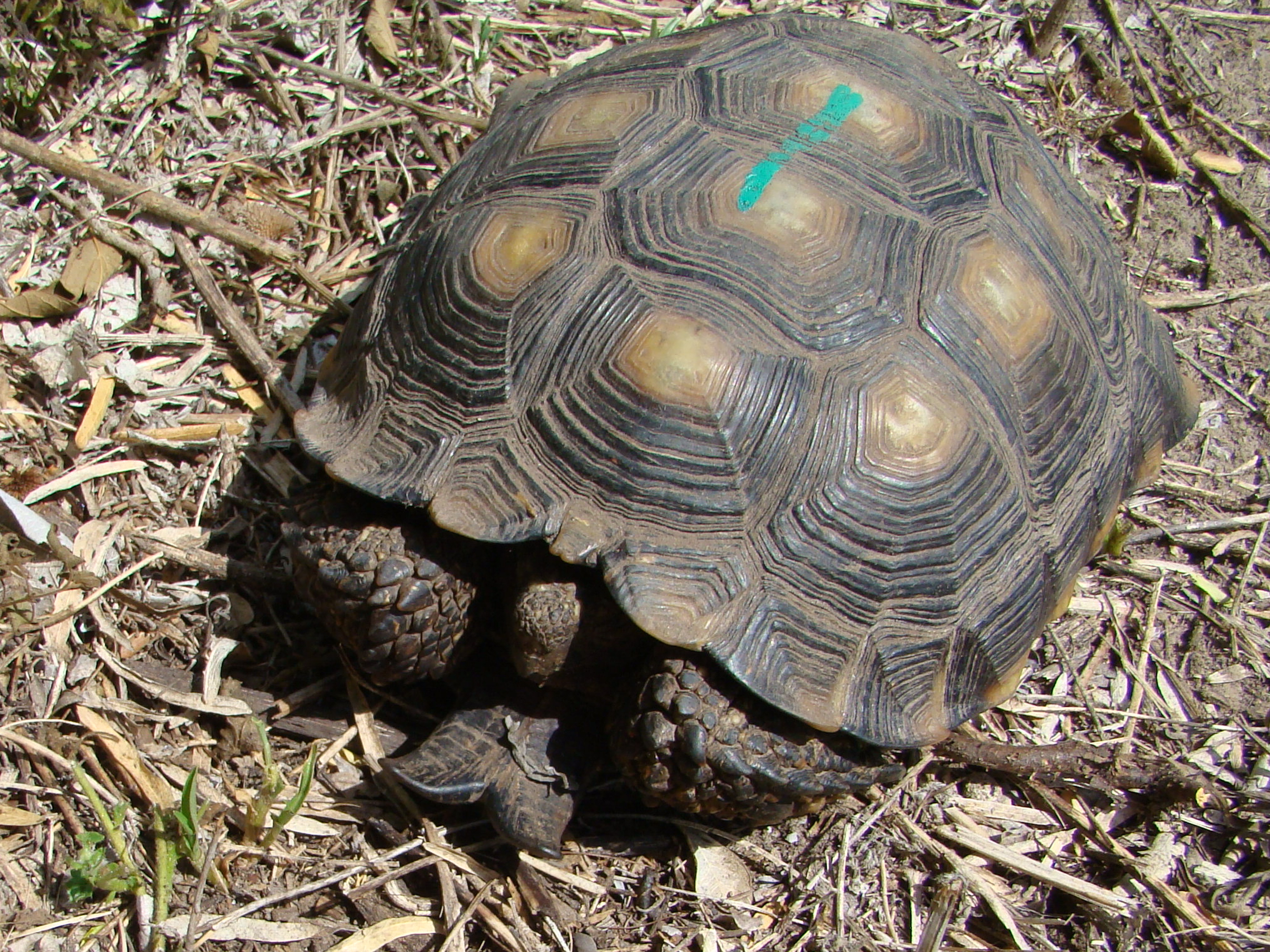
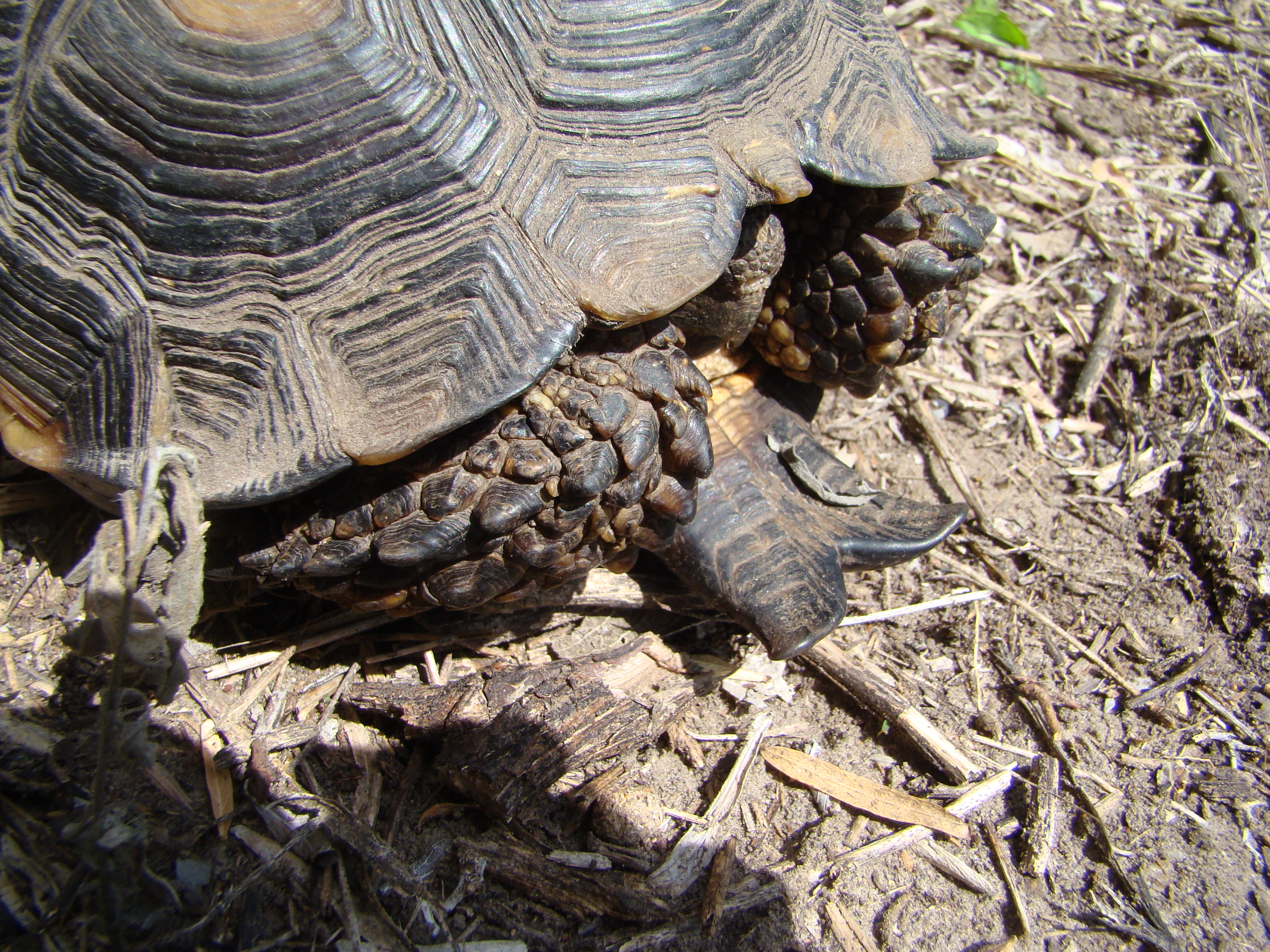